# Body (film, 1993)
Pour les articles homonymes, voir Body et Body of Evidence.
Pour plus de détails, voir Fiche technique et Distribution.
Body (Body of Evidence) est un film de procès de thriller érotique germano-américain, sorti le 3 mars 1993, réalisé par Uli Edel et coproduit par Bernd Eichinger.

## Synopsis
Thriller dans lequel Rebecca Carlson, la séduisante directrice d'une galerie d'art est accusée du meurtre de son riche amant. Frank Dulaney, son avocat, va défendre sa cliente qui est soupçonnée d'avoir tué l'homme avec son corps.
Un riche homme d'affaires, Andrew Marsh est mort d'un arrêt cardiaque en faisant l'amour avec sa maîtresse Rebecca Carlson (Madonna) la séduisante directrice d'une galerie d'art. Joanne Braslow, la secrétaire d'Andrew Marsh l'accuse explicitement d'avoir provoqué sa mort.
L'avocat Frank Dulaney (Willem Dafoe), heureux en ménage avec sa femme Sharon et ses enfants, accepte d'assurer la défense de Rebecca. Rebecca reconnait avoir fait l'amour avec la victime la nuit de son décès (de toute façon la séance avait été filmée) et l'avoir attaché pour des jeux érotiques alors qu'il était fragile du cœur.
Tout au long du film, Frank va découvrir des éléments de la vie de Rebecca qui le font osciller entre la culpabilité et l'innocence de Rebecca.
Comme la victime avait signé un testament de 8 millions de dollars au profit de Rebecca, le procureur Robert Garret arrête celle-ci, mais Frank réussit à la faire libérer sous condition.
La secrétaire accuse Rébecca d'avoir pris de la drogue, mais il s'avère que cette poudre blanche était en fait un médicament.
C'est ensuite le procès. Le procureur accuse Rebecca d'avoir tué Andrew Marsh avec son corps pour capter son testament. Notamment en ayant disposé d'un pulvérisateur rempli de drogue au lieu de médicament. Et en l'ayant attaché au lit avec des menottes.
Un témoin, le docteur Alan Paley, signale qu'il avait examiné Andrew Marsh, diagnostiqué une allergie à la cocaïne et lui avait signalé un risque très fort.
L'avocat réussit à retourner la secrétaire qui accuse Rebecca, car elle a été hospitalisée dans un centre de désintoxication pour alcoolisme et drogue. En raison de ce progrès du procès, Rebecca et Frank s'accordent un diner intime. Rebecca emmène Franck chez elle, une habitation lacustre. Elle le séduit, mais se refuse à lui. Frank s'éloigne, puis revient fasciné et ils font l'amour furieusement. Rebecca joue à des jeux érotiques avec lui en l'attachant et en laissant couler sur Frank de la cire brulante d'une bougie allumée. Ce qui va laisser des traces qui n'échapperont pas à son épouse.
Le docteur Alan Paley, rappelé à la barre avoue avoir fréquenté Rebecca et l'avoir informée de la faiblesse d'Andrew Marsh. Mais l'avocat amène des preuves selon lesquelles Rebecca avait repoussé ses avances et avait failli être violée par lui qui aurait donc cherché à se venger en avouant cette prétendue information donnée. 
Le procureur fait citer un autre témoin, Jeffrey Roston, qui déclare avoir été l'amant de Rebecca qui avait essayé de l'épuiser malgré son pontage coronarien et s'était fait désigner comme légataire de son testament.
Sharon a été mise au courant de l'infidélité de Frank et rompt avec lui. Frank se précipite chez Rebecca pour lui faire une scène, mais ils font l'amour.
Le cabinet de Frank trouve une cassette montrant que la secrétaire Joanne Braslow avait en fait été la maîtresse d'Andrew Marsh. Or celui-ci l'avait déshéritée au profit de Rebecca. Frank accuse la secrétaire d'avoir remplacé le contenu du pulvérisateur nasal d'Andrew par de la cocaïne pour se venger.
Poussée à bout, Rebecca finit par avouer que si elle a refusé d'épouser Andrew Marsh, c'est parce qu'elle a découvert qu'il aimait les hommes, elle l'avait surpris en train de faire l'amour avec Jeffrey Roston.
Lors du jugement, le jury innocente Rebecca.
Après le procès, Frank ne peut s'empêcher de retourner chez Rebecca qu'il trouve en compagnie d'Alan Paley. Elle lui avoue qu'elle a bien tué Andrew Marsh et veut maintenant faire accuser Alan. Il en résulte une bagarre générale, Rebecca sort un revolver, mais Frank fait passer Alan par-dessus la balustrade. Frank rejoint Rebecca. Mais avant de mourir, Alan abat Rebecca.

## Fiche technique
- Titre original : Body of Evidence
- Titre français : Body
- Pays d'origine :  États-Unis,  Allemagne
- Année : 1993
- Réalisation : Uli Edel
- Scénario : Brad Mirman
- Production : Dino De Laurentiis
  - Production exécutive : Mel Dellar, Stephen Deutsch et Melinda Jason
  - Coproduction : Bernd Eichinger et Herman Weigel
- Société de production : Dino De Laurentiis Company et Neue Constantin Film
- Société de distribution :  Metro-Goldwyn-Mayer,  AMLF
- Directeur de production : Gary Chandler[1] et Mel Dellar[2]
- Direction artistique : Michael Rizzo
- Musique : Graeme Revell
- Photographie : Douglas Milsome[3]
- Montage : Thom Noble
- Décors : Victoria Paul
- Costumes : Susan Becker
- Maquillage :
- Langue : anglais
- Format : Couleur - Format d'image : 1.85 : 1
- Son : Dolby Surround
- Genre : Drame, Romance, Thriller
- Tournage : du 4 avril au 21 juin 1992 à Portland
- Durée : 99 minutes
- Dates de sortie : 
  - États-Unis : 15 janvier 1993
  - France : 3 mars 1993
- Budget : 
  - ~ 30 000 000 $ US
  - ~ 21 940 000 €
- Recette :  États-Unis ~ 13 275 426 $ US

## Distribution
Source doublage : VF = Version Française sur RS Doublage
- Madonna (VF : Marie-Christine Darah) : Rebecca Carlson
- Willem Dafoe (VF : Bernard Lanneau) : Frank Dulaney
- Joe Mantegna (VF : Jean-Yves Chatelais) : Robert Garrett
- Anne Archer (VF : Béatrice Delfe) : Joanne Braslow
- Julianne Moore (VF : Malvina Germain) : Sharon Dulaney
- Stan Shaw : Charles Biggs
- Charles Hallahan : Dr McCurdy
- Lillian Lehman (en) : la juge Burnham
- Mark Rolston : Détective Reese
- Jeff Perry : Gabe
- Richard Riehle : Détective Griffin
- Jürgen Prochnow (VF : Hervé Jolly) : Dr Alan Paley
- Frank Langella (VF : Georges Berthomieu) : Jeffrey Roston
- John Davis Chandler : Dr Novaro
- Michael Forest : Andrew Marsh
- Frank Roberts : le ministre
- Bryan Clark : un fonctionnaire

## Anecdotes
- Une récente remasterisation en DVD double face disponible uniquement en import US, propose la version non censurée.
- C'est Madonna elle-même qui a imposé le choix de Marie-Christine Darah pour la doubler en version française[5].